# ビアフラ戦争
ビアフラ戦争（びあふらせんそう、英語: Nigerian Civil War）は、1967年から1970年にかけて勃発したナイジェリアの内戦であり、同国旧東部州のイボ人がビアフラ共和国として分離独立を行った事で勃発した独立戦争である。独立を認めないナイジェリアによる封鎖で多くのビアフラ国民の民間人が餓死した事で知られる。別名「ナイジェリア戦争」とも呼ばれる。
イギリスやソビエト連邦などがナイジェリア連邦政府側を支援し、フランスや中華人民共和国などがビアフラ独立運動側を支援するなど大国がそれぞれの思惑に基づいて両勢力を支援し支えた事で戦争は長期化し、多くの犠牲者を生んだ事は批判の対象となった。

## 概要

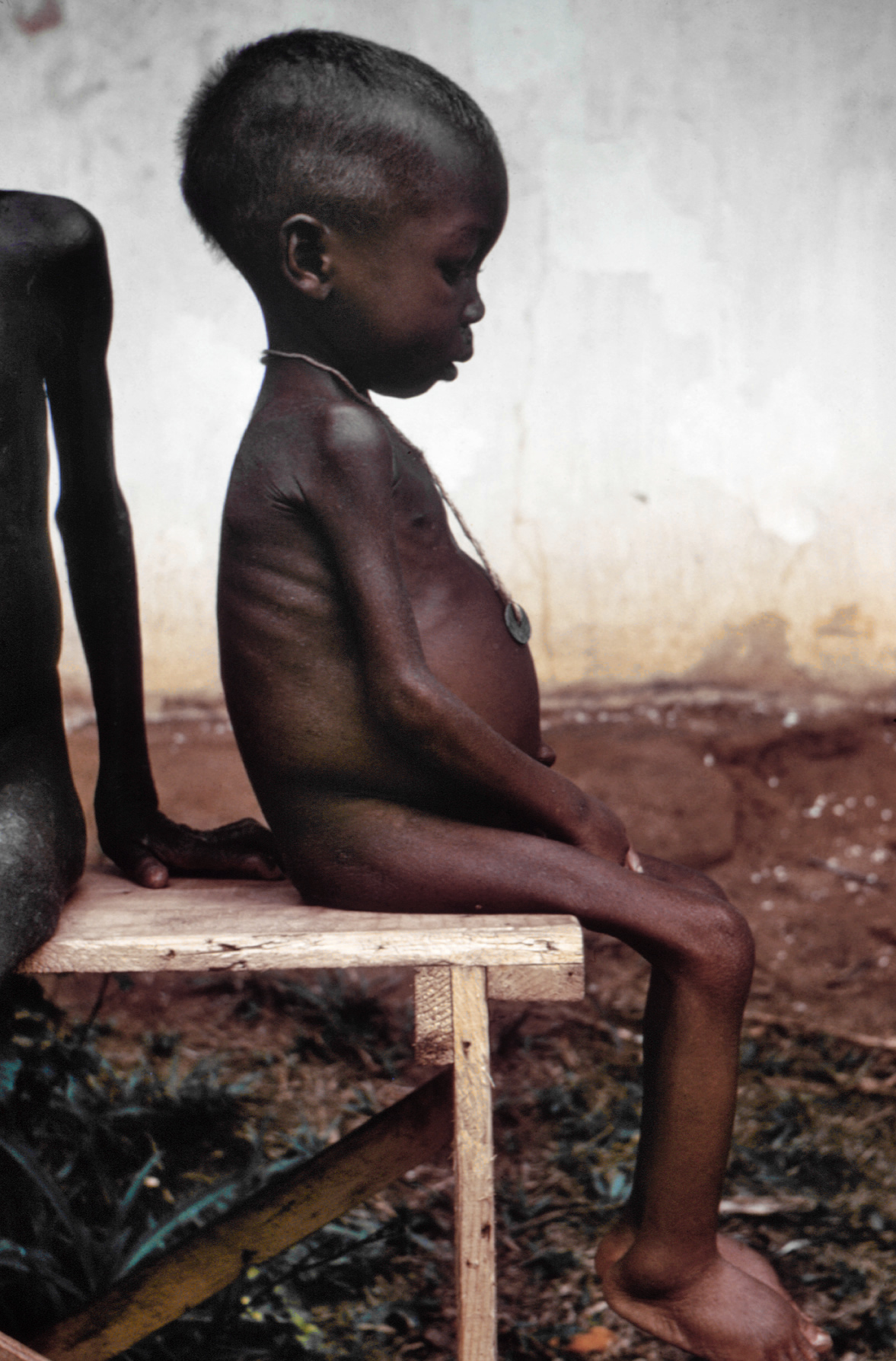
ビアフラの封鎖によって引き起こされた飢饉のため、栄養失調となった子供。ビアフラに対する世界的な同情を喚起した。

厳しい飢餓と、栄養不足から来る病気、北部州における虐殺により、少なくとも150万人を超えるイボ人が死亡した。
ナイジェリアには北部のイスラム教徒主体のハウサ人、西部のイスラム/キリスト教混合のヨルバ人、東部のキリスト教主体のイボ人の三大民族が、その他の多くの少数民族ともに存在した。イギリス植民地時代には、イボ人は比較的教育レベルが高く、下級の官吏や軍人を多く輩出し、また商才もあり「黒いユダヤ人」と呼ばれることもあった。
1960年にナイジェリア連邦として独立後は、東部に原油が発見され、イボ人地域は工業化が進み他地域との経済格差は広がっていた。北部のハウサ人政治家はヨルバ人の一部政治家と連携し、連邦を支配しようとした。
1966年、軍のイボ人主体の中堅将校が、クーデターを起こし、北部系の政治家、高級軍人を殺害したが、同じイボ人出身の軍司令官であるジョンソン・アグイイ=イロンシ将軍に鎮圧された。イロンシ将軍は、臨時政府を作り、イボ人を多く登用した。しかし、臨時政府が連邦制廃止を打ち出した後、北部ではイボ人に対する反発が強まり、数千人のイボ人が殺害され、イロンシ将軍も、ハウサ人の下級将校の襲撃を受けて殺害された。北部出身のゴウォン中佐が軍事政権を握り、イボ人出身の軍人を殺害・追放した。北部におけるイボ人への迫害は一層強くなり、1万を越えるイボ人が殺害され、100万人近い難民が東部州に逃れてきた。東部州の軍政知事だったチュクエメカ・オドゥメグ・オジュク中佐は、州内の連邦資産を接収し、税収を全て東部州で管理することにし、独立性を強めた。これに対し、連邦は東部州の分割を狙ったため、1967年5月30日オジュク中佐は、「ビアフラ共和国」として東部州の独立を宣言した。
直ちに、連邦軍は攻撃を開始したが、ビアフラ軍の士気も高く、戦況は膠着状態を示した。ビアフラにはフランスと南アフリカ等が支援したが、大部分の国はビアフラに同情する一方で消極的ながら正規政府である連邦を支持。特に旧植民地の分割化を望まないイギリスと、アフリカへの影響力強化を狙うソ連は、積極的に連邦を支援した。また、ビアフラ側で戦った少数の白人傭兵が、後々のアフリカ各地の紛争にも顔を出しており、勇名をはせた者も悪名で鳴らした者もいる。また、連邦軍でも東ドイツから派遣されたパイロットや、西欧からの傭兵が採用されていた。
1968年に入ると、連邦軍がビアフラを包囲し、食料、物資の供給を遮断したため、ビアフラは飢餓に苦しむことになった。各国の記者がさかんに報道したため、赤十字などの支援は行われたが、早期決着を目指す連邦側がそれらの救援も妨害し、ビアフラの飢餓は危機的な状況に陥った。
弾薬、装備の不足も深刻になり、1970年1月9日、ついにオジュク将軍はコートジボワールに亡命し、ビアフラは降伏し、そのまま崩壊に向かった。
他のアフリカの内戦の例と比較して、ハウサ人による報復や虐殺は少なく、国民和解の方針が採られた。しかし、少なくとも150万人以上の人間が、飢餓、病気、戦闘によって死亡したとされている。当時、各国の新聞に掲載された「骨と皮にやせ細っているが、お腹だけが異様に膨らんでいる子供達」の姿は世界中に衝撃を与え、ビアフラという言葉は飢餓と同義語として使われるようになった。